# N-acétyl-β-d-glucosaminidase
 (mars 2025).
La N-acétyl-β-d-glucosaminidase (EC 3.2.1.30 ; EC 3.2.1.52) est une hydrolase mésophile qui hydrolyse spécifiquement les N- acétyl-glucosides. L'enzyme est présente dans une grande variété de créatures marines et terrestres et sa fonction principale est de décomposer les oligosaccharides en présence d'eau. L’une des principales fonctions de l’enzyme est de cibler et d’hydrolyser les oligosaccharides contenant de la chitine. Dans cette fonction de chitinase, l'enzyme contribue à la capacité de nombreux organismes à décomposer les molécules contenant de la chitine et à digérer ou à réabsorber ensuite la chitine, le carbone ou l'azote de l'environnement. La structure cristalline de l’enzyme varie légèrement selon les organismes, mais est caractérisée par trois ou quatre domaines avec un site actif. Parmi les protéines, le site actif comporte un tonneau TIM avec soit des résidus d'arginine soit de tryptophane dans la poche du barillet pour lier le substrat entrant.

## Nomenclature de la Commission des enzymes (EC)
La N-acétyl-β-d-glucosaminidase est souvent désignée sous l'une des deux nomenclature EC, selon le synonyme utilisé dans la littérature. La norme EC 3.2.1.30 fait référence à l'enzyme N-acétyl-β-d-glucosaminidase, qui est l'une des quatre enzymes d'un complexe enzymatique plus vaste,,,. La norme EC 3.2.1.52 fait référence à la β-N-acétyl-hexosaminidase, un complexe de 4 enzymes comprenant la N-acétyl-β-d-glucosaminidase,,,.

### Signification du numéro CE
Les différents numéros de la séquence EC décrivent la fonction de l'enzyme par ordre croissant de spécificité :
- CE 3. fait référence à une hydrolase : une enzyme qui catalyse l'hydrolyse, ou une réaction de décomposition avec l'eau comme l'un des réactifs[5].
- EC 3.2 fait référence à une glycosylase : une enzyme qui hydrolyse spécifiquement les composés glycosylés.
- EC 3.2.1 fait référence à une glycosidase : une enzyme qui hydrolyse les composés oxygénés et soufrés du glycosol.
- EC 3.2.1.30 fait référence à la N-acétyl-β-d-glucosaminidase : une enzyme qui hydrolyse les N-acétyl-glucosides.
- EC 3.2.1.52 fait référence à la β-N-acétyl-hexosaminidase, une famille de 4 enzymes qui a la capacité d'hydrolyser les résidus terminaux non réducteurs de N-acétyl-hexosamine (N-acétyl-glucosides et N-acétyl-galactosides).

### Synonymes
En plus de ses numéros CE, la N-acétyl-β-d-glucosaminidase peut être désignée par plusieurs synonymes dans la littérature. Il s'agit notamment de :
- β-N-acétylglucosaminidase
- β-acétylaminodésoxyglucosidase
- β-acétamidodésoxyglucosidase
- β-acétylglucosaminidase
- N-acétyl-β-glucosaminidase
- N-acétyl-β-d-glucosaminidase
- chitobiase
- acétyl-β-glucosaminidase
- β-d-glucosaminidase
- β-N-acétyl-d-glucosaminidase
- β-N-acétylaminodésoxyglucosidase
- exo-N-acétyl-β-d-glucosaminidase
- p-nitrophényl-β-n-acétylglucosaminidase
- exochitinase
- β-dn-acétylglucosaminidase

## Voies de réaction
La structure générale de la réaction se produit lorsque, en présence d'eau, la N-acétyl-β-d-glucosaminidase décompose les oligosaccharides en unités de sucre plus petites. Plus spécifiquement, la N-acétyl-β-d-glucosaminidase hydrolyse les résidus terminaux non réducteurs de N-acétyl-β-glucosamine dans les molécules de chitine (c'est-à-dire le chitobiose, le chitotriose) et dans les glycoprotéines. Les liaisons rompues lors de l'hydrolyse comprennent les liaisons β-glycosidiques de la β-glucosaminide et de la β-galactosiminide, et les produits monosaccharidiques spécifiques comprennent la N-acétyl-d-glucosamine et la N-acétyl-d-galactosamine,. Il a également été observé que la N-acétyl-β-d-glucosaminidase catalyse la transglycosylation, ce qui facilite à son tour la création de nouveaux oligosaccharides avec différents résidus aminés,. De plus, on pense que la N-acétyl-β-d-glucosaminidase dépend du substrat donné pour fournir le nucléophile nécessaire pour déclencher l'hydrolyse.

### Substrats courants
Les substrats courants utilisés dans les réactions avec la N-acétyl-β-d-glucosaminidase comprennent :
- p-nitrophényl-2-acétamido-2-désoxy-β-d-glucopyranoside et H 2 O
- p-nitrophényl-2-acétamido-2-désoxy-β-d-galactopyranoside et H 2 O
- N, N'-diacétylchitobiose et H 2O
- 4-méthylumbelliféryl-β-d-glucosaminide (ou galactoaminide) et H2O

### Produits courants
Les produits courants formés lors des réactions avec la N-acétyl-β-d-glucosaminidase comprennent :
- N-acétylglucosamine et p-nitrophénol
- N-acétylgalactosamine et p-nitrophénol
- N-acétylglucosamine
- 4-méthylumbelliférone et N-acétylglucosamine

### Km
Le Km de la N-acétyl-β-d-glucosaminidase a été rapporté à des valeurs allant de 0,096 mM dans les champignons marins à 0,27 mM dans Aeromonas sp. pour l'hydrolyse du p-nitrophényl-β-dn-acétylglucosaminide,. La même réaction catalysée par des protéines isolées du cerveau de veau a été générée à un K m observé de 0,72 mM, avec une vitesse de réaction maximale de 2,5 μmoles/mg par heure.

### Inhibiteurs

#### Saturation du produit
L’un des moyens par lesquels les réactions de la N-acétyl-β-d-glucosaminidase sont inhibées est l’augmentation de la saturation du produit de réaction. L'hydrolyse des oligosaccharides (c'est-à-dire le chitobiose et le chitotriose) en mono- et disaccharides diminue à mesure que le niveau de polymérisation du substrat augmente (c'est-à-dire pour les chitooligosaccharides avec des degrés de polymérisation compris entre 5 et 8). De même, des concentrations accrues de monosaccharides (N-acétyl-D-glucosamine, glucose, galactose) dans la solution réactionnelle peuvent diminuer l'activité de 12 à 70 %,.

#### Inhibiteurs ioniques
Plusieurs ions ont été identifiés comme inhibant l’activité de la N-acétyl-β-d-glucosaminidase. Il s'agit notamment de :
- Ag+
- Cu2+
- Hg2+
- Zn2+
- Fe3+
- Ca2+
- Cd2+

#### Autres inhibiteurs
D’autres composés moléculaires ont été observés comme diminuant l’activité de la N-acétyl-β-d-glucosaminidase. Il s'agit notamment de :
- CaCl2
- MgSO4
- 2-désoxy-2-acétamido-d-glucono-1
- 5-lactone
- iodéacétamide
- p-chloromercuribenzoate
- p-aminophényl-1-thio-β-L-fucopyranoside
- acide n-acétylmuramique
- acétate

## Organismes qui produisent et utilisent la N-acétyl-β-d-glucosaminidase
La N-acétyl-β-d-glucosaminidase a été enregistrée et observée dans divers organismes terrestres et marins, allant des bactéries à la mégafaune. Son activité a été largement documentée chez les mammifères,, les champignons,,, les crustacés, les poissons cartilagineux,,, les mollusques, les méduses et les bactéries,,,,. La fonction plus large de l’enzyme au sein de l’organisme est la décomposition et la réabsorption des molécules de chitine obtenues soit par consommation externe dans l’environnement, soit par croissance interne au sein de l’organisme. Il a également été observé que l’enzyme joue un rôle clé en contribuant aux niveaux locaux d’azote exsudés par les communautés microbiennes. De plus, cette enzyme est définie comme un marqueur pour la détection d'une lésion rénale aiguë - elle est présente dans les lysosomes des cellules tubulaires proximales et n'est pas filtrée par le glomérule, mais est rapidement éliminée de la circulation sanguine par le foie. Des exemples spécifiques du fonctionnement de la N-acétyl-β-d-glucosaminidase dans divers organismes sont fournis dans les sections ci-dessous.

### Digestion
Chez les espèces marines qui consomment des crustacés et/ou des matières végétales contenant de la chitine, comme les requins bonnets (Sphyrna tiburo) ou le krill antarctique (Euphausia superba), la N-acétyl-β-d-glucosaminidase aide à décomposer les molécules de chitine pour la digestion. Chez le krill antarctique, l'enzyme est générée dans le cytosol des cellules de l'organisme et ensuite libérée dans l'intestin pendant la digestion. Chez les requins bonnets, en revanche, les enzymes ne sont pas réellement produites par le requin lui-même, mais par des colonies de bactéries situées dans les régions antérieures de l'intestin de l'animal. La présence de ces enzymes et leur fonction de chitinases permettent aux requins bonnets de consommer à la fois des crustacés et certaines matières végétales, ce qui en fait l'une des rares, voire la seule espèce de requin omnivore,. Certaines espèces de bactéries marines, telles que Vibrio furnissii, utilisent la N-acétyl-β-d-glucosaminidase pour hydrolyser le p-nitrophénol (PNP)-β-GlcNAc et la 4-méthylumbelliférone, 7-hydroxy-4-méthylcoumarine (MUF)-β-GlcNAc pour une digestion ultérieure. Ici, l’enzyme joue un rôle crucial en permettant aux bactéries d’accéder à l’azote et au carbone de l’environnement marin local.

### Entretien de la coquille et mue
Pour les organismes marins dotés de coquilles chitineuses, comme les espèces de krill ou de crevettes, la N-acétyl-β-d-glucosaminidase joue un rôle important en facilitant la mue. Chez le krill antarctique, le krill du nord (Meganyctiphanes norvegica) et la crevette commune (Palaemon serratus), l'enzyme détruit les monomères terminaux de N-acétyl-glucosamine des molécules de chitine libérées lors de la dégradation initiale de la coquille au début de la période de mue. Pendant la durée des périodes de mue, ces monomères sont continuellement transportés par des vésicules plus proches de l'épiderme, sous la cuticule de la coquille nouvellement formée, pour être réabsorbés via les canaux des pores et réutilisés dans la nouvelle coquille après la mue,.

### Reminéralisation de l'azote dans les sols
Lorsqu'elle est libérée par les champignons et les microbes du sol, la N-acétyl-β-d-glucosaminidase joue un rôle essentiel en augmentant les taux de reminéralisation de l'azote du sol en décomposant la chitine en sucres aminés pour la reminéralisation. Il a été constaté que l'activité de la N-acétyl-β-d-glucosaminidase (mesurée en mg de p-nitrophénol par kilogramme de sol par heure) est significativement corrélée à une augmentation de la minéralisation totale de l'azote, de la production de carbone organique et de la fixation de l'ammonium dans les environnements locaux. En raison des niveaux élevés de chitine dans les composés du sol à l'échelle mondiale, cette capacité de la N-acétyl-β-d-glucosaminidase suggère que l'enzyme est un acteur clé dans la transition des concentrations d'azote, de carbone et d'ammonium dans le sol et les écosystèmes dépendants du sol de plantes, d'animaux et de micro-organismes,.

## Structure des protéines

### Stabilité thermique et pH
La N-acétyl-β-d-glucosaminidase est une mésophile, avec une stabilité structurelle et fonctionnelle observée entre 40 et 55 degrés Celsius,. L'activité maximale a été enregistrée à 45 degrés Celsius,. L'enzyme a montré une structure et une fonction stables entre 3,8 et 6,0 pH, avec une activité maximale à 4,5 pH et un point isoélectrique (un point sans charge sur la surface de la protéine) à 4,83 pH,.

### Poids moléculaire
Les mesures du poids moléculaire de la N-acétyl-β-d-glucosaminidase varient de 68 000 g/mol (observées dans des protéines isolées du champignon marin Penicillium canescens ) à environ 100 000 g/mol (observées dans des protéines isolées d'Aeromonas sp.),.

### Structure cristalline
Bien que les caractéristiques structurelles de la N-acétyl-β-d-glucosaminidase ne soient pas bien décrites pour des protéines spécifiques isolées dans la diversité des organismes dans lesquels elle a été identifiée comme fonctionnant, la structure cristalline et les sites actifs sont bien cartographiés dans les enzymes obtenues à partir de plusieurs espèces de bactéries.